# Điền kinh tại Đại hội Thể thao Đông Nam Á 1981
Điền kinh tại Đại hội Thể thao Đông Nam Á năm 1981 được tổ chức từ ngày 6 đến ngày 15 tháng 12 năm 1981 tại sân vận động Rizal Memorial Stadium, Manila, Philippines. Đây là là một trong những môn thể thao có số lượng nội dung tranh tài và huy chương được trao cao nhất tại kỳ SEA Games này. Myanmar tiếp tục ghi dấu ấn khi về nhất toàn đoàn với 13 huy chương vàng, trong khi đó Malaysia về nhì với 11 tấm huy chương vàng.

## Medal table
| Hạng               | Đoàn               | Vàng | Bạc | Đồng | Tổng số |
| ------------------ | ------------------ | ---- | --- | ---- | ------- |
| 1                  | Myanmar (MYA)      | 13   | 7   | 4    | 24      |
| 2                  | Malaysia (MAS)     | 11   | 14  | 5    | 30      |
| 3                  | Philippines (PHI)  | 9    | 9   | 11   | 29      |
| 4                  | Thái Lan (THA)     | 6    | 5   | 6    | 17      |
| 5                  | Indonesia (INA)    | 3    | 6   | 10   | 19      |
| 6                  | Singapore (SIN)    | 0    | 1   | 6    | 7       |
| Tổng số (6 đơn vị) | Tổng số (6 đơn vị) | 42   | 42  | 42   | 126     |

## Tóm tắt kết quả

### Nam
| Nội dung                    | Vàng                                                                                | Vàng       | Bạc                                                                   | Bạc       | Đồng                                                                | Đồng      |
| --------------------------- | ----------------------------------------------------------------------------------- | ---------- | --------------------------------------------------------------------- | --------- | ------------------------------------------------------------------- | --------- |
| 100 m                       | Suchart Jairsuraparp                                                                | 10.6       | Sumet Promna                                                          | 10.7      | Tang Ngai Kin                                                       | 11.10     |
| 200 m                       | Sumet Promna                                                                        | 21.14 CR   | Rabuan Pit                                                            | 21.22     | Jeffry Matahelemual                                                 | 21.47     |
| 400 m                       | Isidro del Prado                                                                    | 47.10 CR   | Rabuan Pit                                                            | 47.15     | Adaikan Balakrishnan                                                | 47.94     |
| 800 m                       | Isidro del Prado                                                                    | 1:48.79    | Pichai Pew-Kram                                                       | 1:49.51   | Pen Kraiket                                                         | 1:51.26   |
|                             |                                                                                     |            |                                                                       |           |                                                                     |           |
| 1500 m                      | Pichai Pewram                                                                       | 4:0.24     | Raju Manusammy                                                        | 4:04.04   | Mutiah Sivalingam                                                   | 4:04.30   |
| 5000 m                      | Aung Soe Khiang                                                                     | 14:40.8    | David Carmelo                                                         | 14:48.09  | Arturo Alimbuyao                                                    | 14.53.08  |
|                             |                                                                                     |            |                                                                       |           |                                                                     |           |
| 10,000 m                    | David Carmelo                                                                       | 31:11.77   | Arturo Alimbuyao                                                      | 31:11.77  | Michael                                                             | 31:49.15  |
| Marathon                    | Jimmy De la Torre                                                                   | 2:25:50    | Michael                                                               | 2:26:28   | Ali Sofyan Siregar                                                  | 2:28:50   |
|                             |                                                                                     |            |                                                                       |           |                                                                     |           |
| 110 m vượt rào              | Hpone Myint                                                                         | 14.43      | Masharuddin Mohammad Nor                                              | 14.60     | Surapol Sublar                                                      | 14.75     |
| 400 m vượt rào              | Jaime Grafilo                                                                       | 52.19 CR   | Nyan Chong Jong                                                       | 52.84     | Melly Mofu                                                          | 53.40     |
|                             |                                                                                     |            |                                                                       |           |                                                                     |           |
| 3000 m vượt chướng ngại vật | Maung Hla                                                                           | 8:56.15    | Aung Soe Khiang                                                       | 9:0.35    | Hector Begeo                                                        | 9:6.75    |
|                             |                                                                                     |            |                                                                       |           |                                                                     |           |
| 4 × 100 m tiếp sức          | Thái Lan Somsak Boontud · Suchart Jairsuraparp · Prasit Boon Prasert · Sumet Promna | 39.93      | Indonesia Mohammad Hariyanto · Suwantoro · Yulius Affar · Leo Kapissa | 40.54     | Singapore Haron Mundir · Tang Ngai Kin · Andrew Toh · Ganesan Kasee | 41.16     |
| 4 × 400 m tiếp sức          | Philippines                                                                         | 3:10.29 CR | Malaysia                                                              | 3:11.60   | Indonesia                                                           | 3:14.30   |
|                             |                                                                                     |            |                                                                       |           |                                                                     |           |
| 10 km đi bộ                 | Vellasamy Subramaniam                                                               | 46:45.1    | Batumali Kumarasamy                                                   | 47:36.4   | Rengasamy Nadarajan                                                 | 50.59.3   |
| 20 km đi bộ                 | Vellasamy Subramaniam                                                               | 1:36:34.5  | Rengasamy Nadarajan                                                   | 1:42:54.1 | Phillip Lim                                                         | 1:43:57.1 |
|                             |                                                                                     |            |                                                                       |           |                                                                     |           |
| Nhảy sào                    | See Myint Aung                                                                      | 4.36 m     | Thet Tun Kyaw                                                         | 3.96      | Manuel del Oro                                                      | 3.60      |
| Nhảy cao                    | Ho Yoon Wah                                                                         | 2.10 m     | Eng Beng Piong                                                        | 1.99      | Nor Azhar Hamid                                                     | 1.97      |
| Nhảy xa                     | Thant Zin                                                                           | 7.32 m     | Roger Dumaguit                                                        | 7.14      | Mochammad Mochtar                                                   | 7.11      |
| Nhảy ba bước                | Yong Tjong Hoo                                                                      | 15.26 m    | Mochammad Mochtar                                                     | 15.23     | Felicito Descutido                                                  | 15.09     |
|                             |                                                                                     |            |                                                                       |           |                                                                     |           |
| Đẩy tạ                      | Bancha Supanroj                                                                     | 15.46 m CR | Susano Erang                                                          | 13.64     | Sumai Chartmontree                                                  | 12.92     |
| Ném đĩa                     | Suhadi Musiri                                                                       | 44.93 m    | Ardol Kerdsri                                                         | 44.24     | Danilo Jarina                                                       | 42.23     |
| Ném búa                     | Budi Dharma                                                                         | 49.85 m CR | Samret Singh Dhalival                                                 | 47.56     | Danilo Jarina                                                       | 46.40     |
| Ném lao                     | Balang Lasung                                                                       | 68.48 m    | Frans Mahuse                                                          | 67.00     | Piechi Joedee                                                       | 64.88     |
| 10 môn phối hợp             | Hanapiah Nasir                                                                      | 6719 pts   | Thavorn Phanroeng                                                     | 6519      | See Myint Aung                                                      | 4333      |

### Nữ
| Nội dung           | Vàng                                                                          | Vàng       | Bạc                                                                              | Bạc      | Đồng                                                                         | Đồng     |
| ------------------ | ----------------------------------------------------------------------------- | ---------- | -------------------------------------------------------------------------------- | -------- | ---------------------------------------------------------------------------- | -------- |
| 100 m              | Mumtaz Jaffar                                                                 | 11.84      | Henny Maspaitella                                                                | 11.90    | Walapa Tangjitsusorn                                                         | 12.09    |
| 200 m              | Lydia de Vega                                                                 | 23.54 CR   | Mumtaz Jaffar                                                                    | 24.21    | Henny Maspaitella                                                            | 24.40    |
| 400 m              | Lydia de Vega                                                                 | 54.78 CR   | Vengadasalam Angamah                                                             | 55.76    | Saik Oik Chum                                                                | 56.65    |
| 800 m              | Vengadasalam Angamah                                                          | 2:11.18    | Lucena Alam                                                                      | 2:11.48  | Chongchai Bossi                                                              | 2:12.21  |
|                    |                                                                               |            |                                                                                  |          |                                                                              |          |
| 1500 m             | Than Than Lwin                                                                | 4:46.54    | Khawja                                                                           | 4:46.75  | Margarita Tagun                                                              | 4:47.75  |
| 3000 m             | Khawja                                                                        | 9:57.29    | Than Than Lwin                                                                   | 10:00.42 | Welmintje Sombay                                                             | 10:01.16 |
|                    |                                                                               |            |                                                                                  |          |                                                                              |          |
| 100 m vượt rào     | Nwee Nwee Yee                                                                 | 14.35      | Antonio De la Cruz                                                               | 14.58    | Lucila Tolentino                                                             | 14.64    |
| 400 m vượt rào     | Than Than                                                                     | 1:0.29     | Eklevia Rumayao                                                                  | 1:03.3   | Nwe Nwe Yee                                                                  | 1:03.39  |
|                    |                                                                               |            |                                                                                  |          |                                                                              |          |
| 4 × 100 m tiếp sức | Malaysia Zaiton Othman · Mumtaz Jaffar · Saik Oik Chum · Vengadasalam Angamah | 46.62      | Philippines Lydia de Vega · Lorena Morcilla · Elma Muros · Perla Balatucan       | 46.84    | Indonesia Vonny Sondakh · Henny Maspaitella · Yudhikarmani Darmadi · Hapsani | 48.00    |
| 4 × 400 m tiếp sức | Malaysia Zaiton Othman · Mumtaz Jaffar · Saik Oik Chum · V. Angamah           | 3:41.35 CR | Philippines Lydia de Vega · Lucena Alam · Lorena Morcilla · Agrippina de la Cruz | 3:49.89  | Indonesia Sukarmiati · Eklevina Rumayao · Rosalina Erari · Jeany Sumampauw   | 3:51.86  |
|                    |                                                                               |            |                                                                                  |          |                                                                              |          |
| 5 km đi bộ         | Su Su Yee                                                                     | 26:54.8    | Paramasavik Sakthirani                                                           | 27:40.75 | Margaret Tan                                                                 | 27:47.7  |
| 10 km đi bộ        | Paramasavik Sakthirani                                                        | 55:11.5    | Su Su Yee                                                                        | 56:20.8  | Margaret Tan                                                                 | 57:43.1  |
|                    |                                                                               |            |                                                                                  |          |                                                                              |          |
| Nhảy cao           | Vannipa Yeepracha                                                             | 1.70 m     | Zaiton Othman                                                                    | 1.61     | Yudhikarmani Darmadi                                                         | 1.61     |
| Nhảy xa            | San San Aye                                                                   | 5.93 m CR  | Mra Thuza                                                                        | 5.86     | Zaiton Othman                                                                | 5.70     |
|                    |                                                                               |            |                                                                                  |          |                                                                              |          |
| Đẩy tạ             | Jennifer Tinlay                                                               | 13.77 m    | Mace Siahannenia                                                                 | 13.64    | Consuelo Lacusong                                                            | 12.92    |
| Ném đĩa            | Jennifer Tinlay                                                               | 45.88 m    | Dorie Cortejo                                                                    | 40.69    | Khin Nye                                                                     | 38.25    |
| Ném lao            | Erlinda Lavandia                                                              | 46.20 m CR | Norsham Yoon                                                                     | 45.92    | Billy Silanga                                                                | 41.30    |
| 7 môn phối hợp     | Zaiton Othman                                                                 | 5338 pts   | Y. Vanipa                                                                        | 4973     | Nene Gamo                                                                    | 4302     |